# Tembo (peuple)
 (avril 2016).
Le tembo est un peuple d'Afrique centrale, situé à l'est de la république démocratique du Congo (RDC).
Comme la plupart des autres peuples de cette zone, ils se trouvent dans les deux provinces du Kivu. Estimés à  Plus de 1 000 000 personnes, ils couvrent une grande partie du territoire de Kalehe(100% la population de la chefferie de Buloho et environ 50% dans le Buhavu)